# Kvarnven
Kvarnven (Agrostis scabra) är en gräsart som beskrevs av Carl Ludwig von Willdenow. Enligt Catalogue of Life ingår Kvarnven i släktet ven och familjen gräs, men enligt Dyntaxa är tillhörigheten istället släktet ven och familjen gräs. Arten är reproducerande i Sverige. Inga underarter finns listade i Catalogue of Life.